# Спандерашвили, Бадри Гивиевич
Ба́дри Ги́виевич Спандерашви́ли (груз. ბადრი გივის ძე სპანდერაშვილი; 10 ноября 1969, село Самгори, Кахетия, Грузинская ССР, СССР — 7 сентября 2021) — советский, грузинский и российский футболист и футбольный тренер.

## Карьера

### Клубная
Воспитанник ростовского спортинтерната.
Всего в чемпионатах СССР, России и Грузии сыграл 375 матчей, забил 48 голов, в том числе в высших лигах СССР и России — 160 матчей, 13 голов.
Участник розыгрыша Кубка УЕФА-1992/93 — 2 матча.

### Тренерская
Возглавлял «Батайск/Батайск-2007» с 2006 по 2008 год. С 31 января по 4 июня 2009 года возглавлял ростовский СКА.
Скончался 7 сентября 2021 года от инфаркта.

## Достижения

### Командные
- Бронзовый призёр чемпионата России: 1992
- Победитель первенства СССР в Первой лиге: 1990
- Серебряный призёр первенства России в Первой лиге: 1994

### Личные
- Лучший тренер зоны «Юг» второго дивизиона: 2008